# Chanel Preston

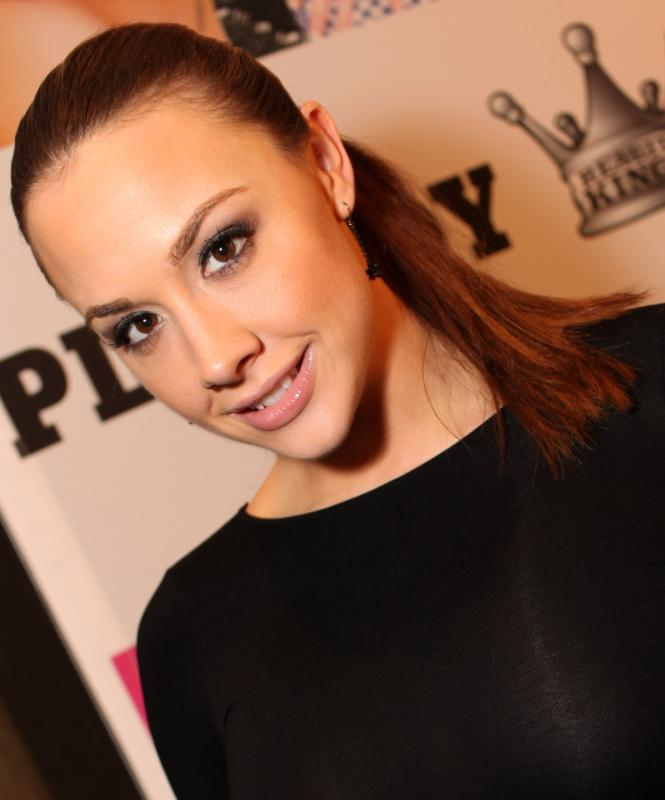
Chanel Preston (2013)

Chanel Preston (* 1. Dezember 1985, wohl als Rachel Ann Taylor in Fairbanks, Alaska) ist eine US-amerikanische Pornodarstellerin und Schauspielerin. Sie war Penthouse Pet im März 2012.

## Karriere

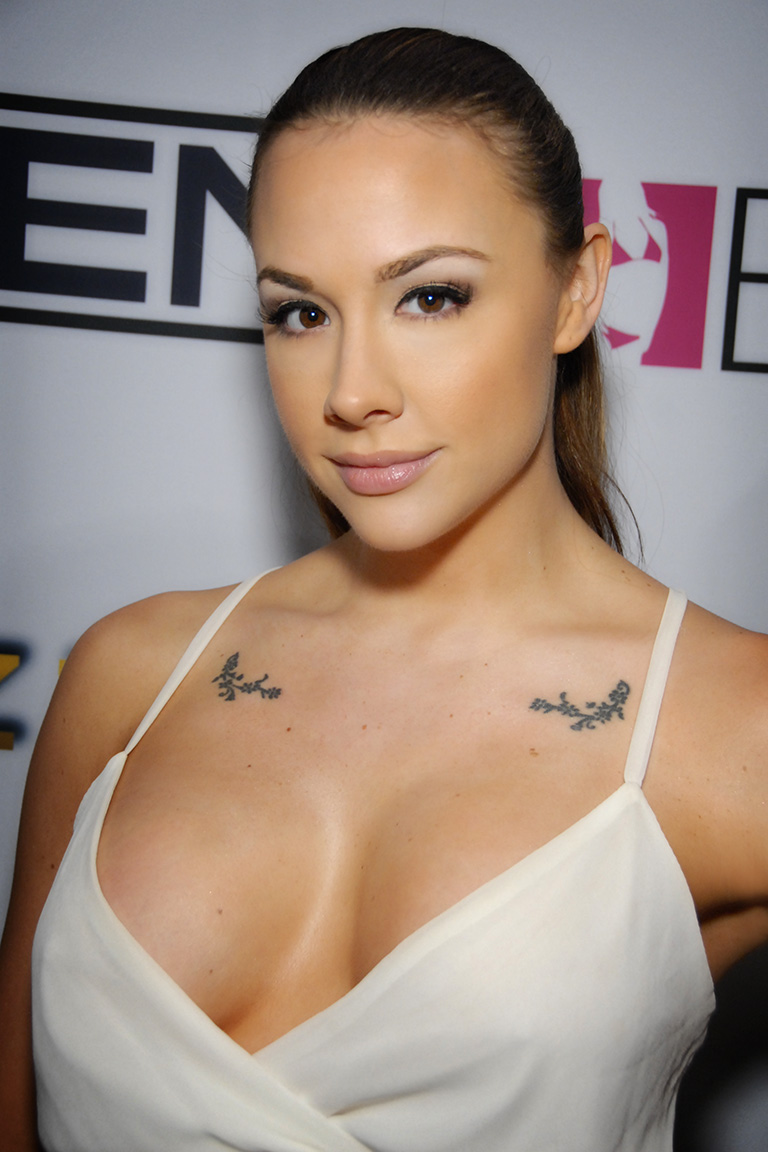
Chanel Preston bei der AVN Expo 2013

Chanel Preston wuchs in Alaska auf. Mit 19 zog sie nach Hawaii, wo sie sie bis zum Alter von 25 Jahren lebte. Bereits während sie dort als Stripperin tätig war, ließ sie sich die Brüste vergrößern.
Sie startete ihre Karriere im Januar 2010, als sie auf einer Reise durch die USA den Pornoproduzenten Nick Manning kennenlernte, mit dem sie ihre erste Szene für Vivid Entertainment Groups Brand New Faces drehte. Das erste Mal auf DVD erschien sie in Bikini Land.
Bereits im ersten Jahr ihrer Karriere gewann Preston große Bekanntheit. So drehte sie beispielsweise Gonzo-Szenen für Jack’s POV 17 von Digital Playground, bevor sie ihre erste Rolle mit schauspielerischen Elementen in Wicked Pictures’ Film Hooked innehatte und, ebenfalls innerhalb desselben Jahres, in den Pornoparodien This Ain’t Avatar XXX (dem ersten in 3D gefilmte Pornofilm) sowie dem mehrfach ausgezeichneten Werk Speed von Brad Armstrong mitspielte.
Auch in weiteren Parodien wie Not Mash XX (M*A*S*H), oder - in der Rolle der Wonder Woman - der im März 2011 erschienenen The Justice League XXX: An Extreme Comixxx Parody (in Anlehnung an Justice League) ist Preston zu sehen. Im Jahr 2013 spielte sie neben Jesse Jane in dem Spielfilmporno Dirty Talk von Digital Playground.
Schon direkt nach Karrierebeginn - sowie viele weitere Male in den Folgejahren - wurde sie für Branchen-Awards vorgeschlagen und gewann mehrere Preise unterschiedlicher Organisationen, wie beispielsweise bei den renommierten AVN Awards.
Preston drehte für alle großen Pornowebsites wie Bangbros, Brazzers, Naughty America und Reality Kings.
Im März 2014 startete sie unter dem Titel Naked With Chanel eine Video-Webseite, die der sexuellen Aufklärung dienen soll, indem sie - so Cosmopolitan - untersucht, welchen Einfluss Erziehung und Gesellschaft auf die Vorstellungen von Sex haben. Die Serie wurde über IndieGogo durch Crowdfunding finanziert.
Sie lebt derzeit (2022) in Los Angeles, Kalifornien.

## Filmografie (Auswahl)

### Pornofilme
- 2010: This Ain’t Avatar XXX
- 2010: Dangerous Curves
- 2010: Sex, Thighs, and Videotape
- 2010: Speed
- 2010: Hooked
- 2010: Oil Overload 4
- 2011: Women Seeking Women 69
- 2011: Evil Anal 13, 16
- 2011: Taxi Driver
- 2011: Rezervoir Doggs
- 2011: Suck It Dry 9
- 2011: Iron Man XXX
- 2011: Big Tits in Uniform 5
- 2012: Chanel Preston Live
- 2012: Cum In Chanel
- 2012: Filthy Cocksucking Auditions
- 2012: Good Girls Like Anal Too
- 2012: Tomb Raider XXX: An Exquisite Films Parody
- 2012: CFNM Secret 7
- 2012: Fucked Hard 18: Chanel Preston
- 2012: Slutty and Sluttier 17
- 2012–2014: Strap Attack 17, 18
- 2012: All Internal 18
- 2012: Dirty Talk
- 2012: Immortal Love
- 2013: Chanel Preston Live
- 2013: Cosplay Interactive
- 2013: Diary of a Perv
- 2013: Mandingo Massacre 8
- 2013: Spandex Loads 6
- 2014: Fuck My Face 2
- 2014: Love Is in the Air
- 2014: Mean Bitches: Perverted Facesitting
- 2014: Big Tits in Sports 13, 14
- 2014: Dick Suckers: Chanel Preston
- 2014: Nothing Butt Hard Anal Sex
- 2014: X-Men XXX: An Axel Braun Parody
- 2014: Wet Asses 3
- 2015: Bubbly Personality Bubbly Ass
- 2015: Chanel Preston Masturbation
- 2015: Night At The Erotic Museum
- 2015: Throated Contest 2014 - Chanel Preston
- 2015: Tonight’s Girlfriend 42
- 2015: Wanted
- 2015: Keiran Lee’s 1000th: This Is Your ZZ Life
- 2015: Interracial Icon 2
- 2016: Allie, Romi and Chanel Test Their Oral Skills on A Cock
- 2016: Chanel Preston & Her Girlfriends
- 2016: DNA
- 2016: Realtor Loves It in the Ass
- 2017: Anal Dominance
- 2017: Big Messy Gangbang
- 2017: Chanel Preston Pet Slut
- 2017: Come Inside Me 3
- 2017: Fuck Me Silly 2
- 2017: Lacy Panties and A Wet Pussy
- 2017: Proving Your Worth
- 2017: Step-Mom's Creampie
- 2017: Swallowed 11
- 2017: Wet and Wild Asses 2
- 2018: Fucking Myself. Tasting My Cum
- 2018: Making A Mess on the Maid
- 2018: Pantyhose Tearing
- 2018: Pussy Is the Best Medicine
- 2018: Sperm Donor Needed
- 2018: Swallowed 20
- 2018: Moms Bang Teens 26
- 2019: Best Of Getting Caught Masturbating 1
- 2019: Chanel Preston & Her Girlfriends 2
- 2019: Killer Wives
- 2020: All Anal Service 2
- 2020: Chanel Preston: Fuck All My Tight Holes
- 2020: Complementary Massage
- 2020: Double Penetration Surprise
- 2020: Mrs. Creampie
- 2020: Post Workout MILF Pussy
- 2020: Slaves Must Swallow
- 2021: Cock Guzzlers 4
- 2021: Cum in My Pussy Compilation
- 2022: All Day Orgy
- 2022: Bang POV 18
- 2022: Cougar Sightings 10
- 2023: Big Tit MILF Next Door 4

### TV
- 2012: Sex Tapes
- 2014: Eve’s Secret

## Auszeichnungen & Nominierungen (Auswahl)

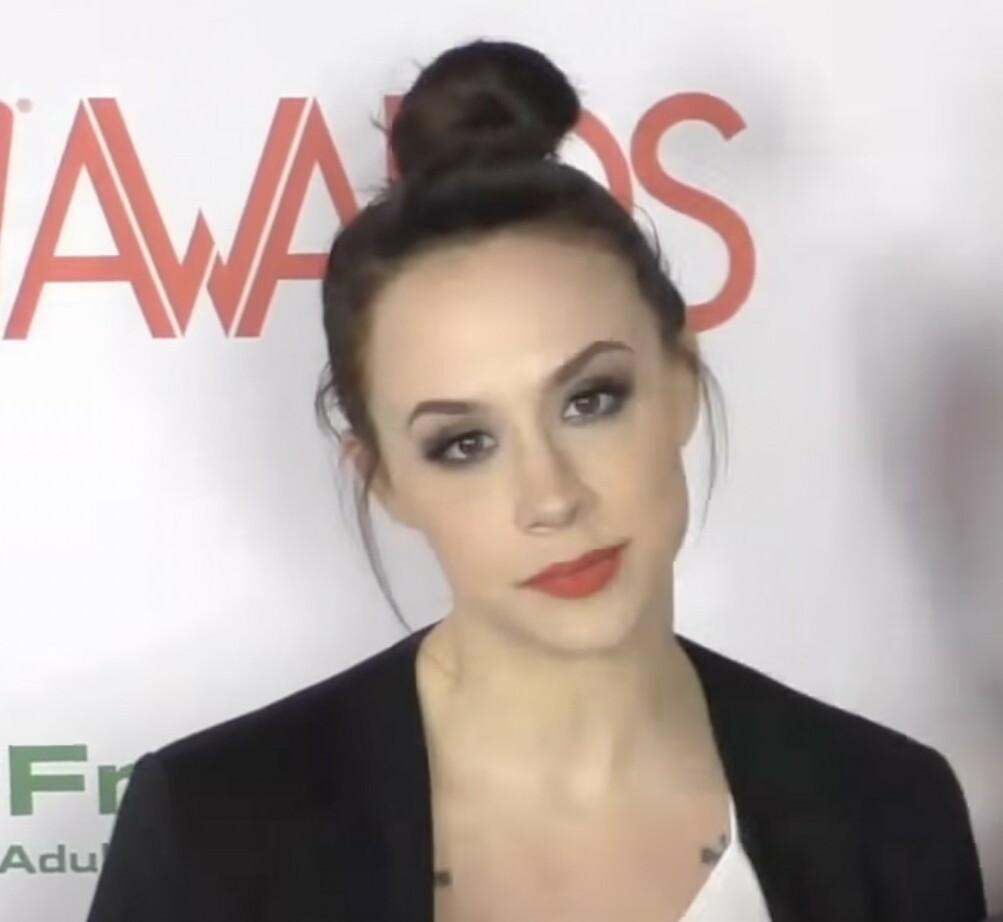
Chanel Preston bei der 2017 AVN Awards Nomination Party

| Jahr | Ergebnis  | Kategorie(n)                 | Film                           |
| ---- | --------- | ---------------------------- | ------------------------------ |
| 2011 | Nominiert | Best New Starlet             |                                |
| 2011 | Nominiert | Best Couples Sex Scene       | Fashion Fucks                  |
| 2011 | Nominiert | Best Group Sex Scene         | Speed                          |
| 2011 | Nominiert | Most Outrageous Sex Scene    | This Ain’t Avatar XXX 3D       |
| 2014 | Gewonnen  | Most Outrageous Sex Scene    | Get My Belt (mit Ryan Madison) |
| 2015 | Nominiert | Female Performer of the Year |                                |
| 2015 | Nominiert | Best Group Sex Scene         | Orgy Masters 4                 |

| Jahr | Ergebnis  | Kategorie(n)                                              |
| ---- | --------- | --------------------------------------------------------- |
| 2011 | Gewonnen  | New Starlet (geteilt mit Allie Haze)                      |
| 2012 | Nominiert | Female Performer of the Year, Orgasmic Oralist            |
| 2013 | Nominiert | Female Performer of the Year, Superslut, Orgasmic Analist |
| 2014 | Nominiert | Female Performer of the Year, Orgasmic Analist            |

| Jahr | Ergebnis | Kategorie(n)                                                       | Film                                             |
| ---- | -------- | ------------------------------------------------------------------ | ------------------------------------------------ |
| 2011 | Gewonnen | New Starlet                                                        |                                                  |
| 2013 | Gewonnen | Best Scene - Gonzo/Non-Feature Release (gemeinsam mit Nacho Vidal) | Nacho Invades America 2 (Nacho Vidal/Evil Angel) |

| Jahr | Ergebnis | Kategorie(n)                            |
| ---- | -------- | --------------------------------------- |
| 2010 | Gewonnen | Best New Starlet (Editor’s Choice)      |
| 2011 | Gewonnen | Best Female Performer (Editor’s Choice) |
| 2012 | Gewonnen | Best Body (Editor’s Choice)             |
| 2013 | Gewonnen | Best Female Performer (Fan’s Choice)    |

| Jahr | Ergebnis  | Award                       | Kategorie(n)              | Film |
| ---- | --------- | --------------------------- | ------------------------- | ---- |
| 2010 | Gewonnen  | CAVR Award                  | Starlet of the Year       |      |
| 2010 | Gewonnen  | XCritic Award               | Best New Starlet          |      |
| 2011 | Gewonnen  | Galaxy Award                | Best New Female Performer |      |
| 2013 | Nominiert | Erotixxx Award              | Beste Darstellerin        |      |
| 2015 | Gewonnen  | Free Speech Coalition Award | Performer of the Year     |      |

## Trivia
Preston hat mehrere Tätowierungen sowie ein Klitoris-Piercing. Nach ihrem ersten Mal musste sie im Krankenhaus wegen einer Harnwegsinfektion behandelt werden.